# Weinberg (Gräbendorf)
Der Weinberg ist eine 71,2 m ü. NHN hohe Erhebung bei Gräbendorf, einem Ortsteil der Gemeinde Heidesee in Brandenburg. Sie liegt rund 1,2 km nordwestlich des Dorfzentrums. Westlich befindet sich der Heideseer Wohnplatz Siedlung Uhlenhorst, südlich führt die Bundesstraße 246 von Westen kommend in östlicher Richtung an der Erhebung vorbei. Im Osten fließt der Gräbendorfer Landgraben von Süden kommend in nördlicher Richtung an der Erhebung vorbei. Rund 1,7 nordöstlich befindet sich eine 43,2 m ü. NHN hohe Erhebung, die ebenfalls als Weinberg bezeichnet wird, jedoch zum Heideseer Ortsteil Gussow gehört.

## Weinanbau
Der erste Nachweis über Weinanbau auf dem Gräbendorfer Weinberg lässt sich auf das Jahr 1679 datieren. Ab 1720 gelangte der Weinberg in den Besitz des preußischen Königs Friedrich Wilhelm I. Ab 1811 wechselte der Weinberg mehrmals den Besitzer. 1888 erwarb Prinz Friedrich von Hohenzollern-Sigmaringen das Gut Gräbendorf mitsamt dem Weinberg. Durch ein komplexes Bewässerungssystem ließ er den Weinberg aus Gräbendorf heraus bewässern, um den Weinanbau voranzutreiben. Zwischen 1899 und 2018 fand mit hoher Wahrscheinlichkeit kein systematischer Weinanbau mehr statt.
Seit 2018 wird durch die Mosaik-Berlin gGmbH auf dem Gräbendorfer Weinberg wieder Wein angebaut und verkauft.